# Певчие пересмешники
Пе́вчие пересме́шники (лат. Mimus) — род птиц из семейства пересмешниковых (Mimidae).
Многоголосый пересмешник (Mimus polyglottos) является популярной домашней птицей. Искусно подражает человеческому голосу и пению других птиц.

## Виды
Международный союз орнитологов относит к роду 14 видов:
- Mimus dorsalis (Lafresnaye et d'Orbigny, 1837) — Буроспинный певчий пересмешник
- Mimus gilvus (Vieillot, 1808) — Тропический певчий пересмешник
- Mimus graysoni (Lawrence, 1871) — Сокоррский пересмешник
- Mimus gundlachii Cabanis, 1855 — Багамский певчий пересмешник
- Mimus longicaudatus Tschudi, 1844 — Длиннохвостый певчий пересмешник
- Mimus macdonaldi (Ridgway, 1890)
- Mimus melanotis (Gould, 1837)
- Mimus parvulus (Gould, 1837)
- Mimus patagonicus (Lafresnaye et d'Orbigny, 1837) — Патагонский певчий пересмешник
- Mimus polyglottos (Linnaeus, 1758) — Многоголосый пересмешник
- Mimus saturninus (Lichtenstein, 1823) — Белобровый певчий пересмешник
- Mimus thenca (Molina, 1782) — Чилийский певчий пересмешник
- Mimus trifasciatus (Gould, 1837) — Галапагосский пересмешник
- Mimus triurus (Vieillot, 1818) — Белопоясный певчий пересмешник